# Espierre
Espierre – miejscowość w Hiszpanii, w Aragonii, w prowincji Huesca, w comarce Alto Gállego, w gminie Biescas.
Według danych INE z 1991 roku miejscowość zamieszkiwały 4 osoby. Wysokość bezwzględna miejscowości jest równa 1 242 metry. Kod pocztowy do miejscowości to 22637.